# Diocesi di Lokoja
La diocesi di Lokoja (in latino: Dioecesis Lokoiana) è una sede della Chiesa cattolica in Nigeria suffraganea dell'arcidiocesi di Abuja. Nel 2021 contava 45.150 battezzati su 3.553.870 abitanti. È retta dal vescovo Martin Dada Abejide Olorunmolu.

## Territorio
La diocesi comprende la parte occidentale dello stato nigeriano di Kogi.
Sede vescovile è la città di Lokoja, dove si trova la cattedrale dell'Immacolata Concezione.
Il territorio è suddiviso in 43 parrocchie.

## Storia
La prefettura apostolica di Kabba fu eretta il 21 febbraio 1955 con la bolla Illa suavissime di papa Pio XII, ricavandone il territorio dalle diocesi di Benin City e di Kaduna (ora entrambe arcidiocesi) e dalla prefettura apostolica di Oturkpo (oggi diocesi di Makurdi).
Il 6 luglio 1964 con la bolla Sacra summi di papa Paolo VI la prefettura apostolica di Kabba fu elevata a diocesi, che il 5 maggio 1965 ha assunto il nome attuale di diocesi di Lokoja.
Il 26 settembre 1968 la diocesi ha ceduto una porzione del suo territorio a vantaggio dell'erezione della prefetturra apostolica di Idah, ora diocesi.
Originariamente suffraganea dell'arcidiocesi di Kaduna, il 26 marzo 1994 è entrata a far parte della provincia ecclesiastica di Abuja.

## Cronotassi dei vescovi
Si omettono i periodi di sede vacante non superiori ai 2 anni o non storicamente accertati.
- Auguste Delisle, C.S.Sp. † (27 maggio 1955 - 30 luglio 1972 dimesso)
- Alexius Obabu Makozi (30 luglio 1972 - 31 agosto 1991 nominato vescovo di Port Harcourt)
- Joseph Sunday Ajomo † (6 marzo 1992 - 21 giugno 2004 deceduto)
- Martin Dada Abejide Olorunmolu, dall'11 novembre 2005

## Statistiche
La diocesi nel 2021 su una popolazione di 3.553.870 persone contava 45.150 battezzati, corrispondenti all'1,3% del totale.
| anno | popolazione | popolazione | popolazione | presbiteri | presbiteri | presbiteri | presbiteri                | diaconi | religiosi | religiosi | parrocchie |
| anno | battezzati  | totale      | %           | numero     | secolari   | regolari   | battezzati per presbitero | diaconi | uomini    | donne     | parrocchie |
| ---- | ----------- | ----------- | ----------- | ---------- | ---------- | ---------- | ------------------------- | ------- | --------- | --------- | ---------- |
| 1969 | 12.514      | 650.000     | 1,9         | 16         | 2          | 14         | 782                       |         | 14        | 8         | 9          |
| 1980 | 24.221      | 1.095.000   | 2,2         | 15         | 8          | 7          | 1.614                     | 4       | 7         | 12        | 10         |
| 1990 | 32.730      | 1.061.000   | 3,1         | 14         | 10         | 4          | 2.337                     | 4       | 4         | 32        | 11         |
| 1999 | 35.792      | 1.388.000   | 2,6         | 27         | 26         | 1          | 1.325                     | 4       | 1         | 27        | 15         |
| 2000 | 36.507      | 1.465.530   | 2,5         | 27         | 26         | 1          | 1.352                     | 4       | 1         | 33        | 15         |
| 2001 | 38.044      | 1.349.010   | 2,8         | 27         | 26         | 1          | 1.409                     | 4       | 1         | 36        | 16         |
| 2002 | 38.978      | 1.624.590   | 2,4         | 31         | 30         | 1          | 1.257                     | 4       | 1         | 39        | 17         |
| 2003 | 39.952      | 1.734.264   | 2,3         | 33         | 29         | 4          | 1.210                     | 4       | 4         | 43        | 16         |
| 2004 | 36.507      | 1.465.530   | 2,5         | 37         | 35         | 2          | 986                       | 4       | 2         | 35        | 15         |
| 2013 | 32.843      | 1.797.000   | 1,8         | 58         | 51         | 7          | 566                       | 3       | 7         | 35        | 36         |
| 2016 | 34.340      | 1.917.000   | 1,8         | 58         | 54         | 4          | 592                       | 2       | 4         | 31        | 39         |
| 2019 | 43.450      | 3.356.400   | 1,3         | 59         | 56         | 3          | 736                       | 2       | 3         | 51        | 41         |
| 2021 | 45.150      | 3.553.870   | 1,3         | 64         | 61         | 3          | 705                       | 1       | 3         | 34        | 43         |